# René Kos

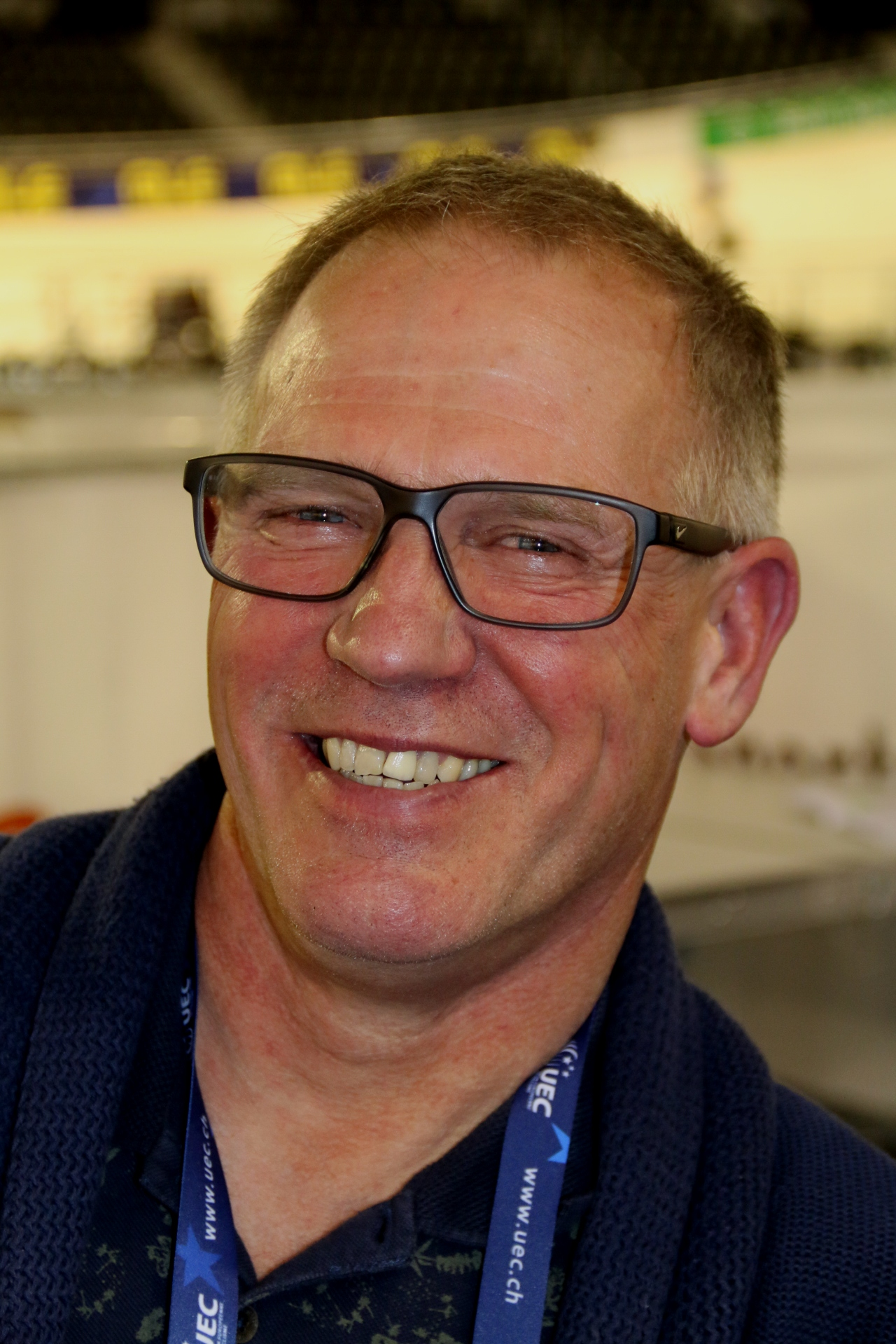
René Kos in 2017

René Kos (Langedijk, 17 oktober 1955) is een Nederlands voormalig baanwielrenner die als beroepsrenner actief was tussen 1980 en 1987. Kos was vooral sterk in het stayeren en werd in 1981 
wereldkampioen op dit onderdeel. Sinds 2009 is hij ploegleider van een baanploeg.

## Ploegen
- 1980  - AGU Sport
- 1981  - AGU Sport
- 1982  - individueel
- 1982  - Amko Sport
- 1983  - AGU Sport
- 1984  - Paganini
- 1985  - Panasonic
- 1986  - Timmermans IJzerhandel
- 1987  - Timmermans IJzerhandel